# Opong
Opong es un barrio del municipio filipino  de Taganaán situado en un grupo de islas adyacentes a la de Mindanao en su extremo nordeste. Forma parte de la provincia de Surigao del Norte  en la Región Administrativa de Caraga, también denominada Región XIII. Para las elecciones está encuadrado en el Segundo Distrito Electoral.

## Geografía
Las islas de  Lamagón, de Maanoc, de Condoha  y de  Panag forman este barrio.
Este grupo e islas está situado  12 km al este  de la ciudad de  Surigao, en el brazo sur   del canal de Gutuán frente a la isla de Nonoc.
Linda al este con el canal de Masapelid que la separa de la isla del mismo nombre y también de las de Tinago, situadas al sur.
Forman parte de este barrio dos islotes adyacentes, la primera entre Lamagon y Bilabid, la segunda frente a la costa de Himaug.

### Demografía
El año 2010 este barrio rural contaba con una población de 940 habitantes.
En 1990 758 personas ocupaban 145 viviendas.

## Gobierno local
Su alcalde es (2010-2013) Gamaliel B. Amarille y su vicealcalde  Michael John B. Reambonanza.